# Gymnasium Kirchenfeld
Das Gymnasium Kirchenfeld ist ein traditionsreiches Gymnasium der Stadt Bern in der Schweiz.

## Geschichte
In Bern wurde 1528 die Hohe Schule als theologische Lehranstalt gegründet und 1804 in eine Akademie umgewandelt.  Mit der Gründung der Universität Bern 1834, die aus der Akademie hervorging, entstand die Literarschule, die 1856 bis 1880 Kantonsschule Bern hiess. Danach wurde sie mit der Städtischen Realschule zum Städtischen Gymnasium vereinigt. Bis 1885 befand es sich in der Herrengasse 25, dann am Waisenhausplatz 30 (siehe auch Progr). 1926 wurde das Gymnasium in das neu errichtete Schulhaus im Stadtteil Kirchenfeld verlegt. Das in den Jahren 1923–1926 vom Architekturbureau Widmer (Fritz Widmer) & Daxelhoffer  erbaute Schulhaus ist ein Bau in neoklassizistischem Stil. In der Aula befinden sich fünf grosse Wandgemälde grosser Berner (Theodor Kocher, Ferdinand Hodler, Philipp Emanuel von Fellenberg, Jeremias Gotthelf und Jakob Stämpfli), gemalt 1927/28 von Cuno Amiet, und im Mitteltrakt des dritten Geschosses malte Victor Surbek 1928 fünf Wandbilder nach den Irrfahrten und Heimkehr des Odysseus.
Bis 2005 befanden sich im Schulhaus drei verschiedene Gymnasien mit eigenem Rektorat und Sekretariat. Es gab das MNG (Mathematisch-Naturwissenschaftliches Gymnasium), das LG (Literargymnasium) und das WG (Wirtschaftsgymnasium). 2005 wurden die drei Gymnasien vereint, behielten aber ihre jeweiligen Rektoren. Aus dem MNG wurde die Abteilung MN (Mathematik und Naturwissenschaften), das LG wurde zur Abteilung GH (Geistes- und Humanwissenschaften) und das WG wurde zur Abteilung WR (Wirtschaft und Recht).

## Besonderes
Das Gymnasium hat einen Chanson- und einen Kammerchor (letzterer 2012 aufgelöst), eine Bigband und eine Theatergruppe. Vorführungen finden alljährlich in Bern statt.
Der erfolgreiche Roman des ehemaligen Schülers Peter Bieri Nachtzug nach Lissabon spielt teilweise am Gymnasium.

## Entwicklung der Schülerzahlen
| Jahr | Progymnasium | Oberabteilungen | Total |
| ---- | ------------ | --------------- | ----- |
| 1880 | 273          | 0123            | 0396  |
| 1900 | 398          | 0242            | 0640  |
| 1920 | 633          | 0644            | 1277  |
| 1930 | 590          | 0705            | 1295  |
| 1940 | 562          | 0840            | 1402  |
| 1950 | 563          | 0768            | 1331  |
| 1960 | 866          | 1204            | 2070  |
| 1965 | 765          | 1530            | 2286  |

Unterdessen gibt es kein Progymnasium mehr. Die Schülerinnen und Schüler beginnen ihre gymnasiale Laufbahn im GYM1 (9. Schuljahr) und verbringen 4 Jahre am Gymnasium (GYM1 bis GYM4). Im Schuljahr 23/24 unterrichten an den drei Abteilungen rund 170 Lehrpersonen und mehr als 1300 Schülerinnen und Schüler absolvieren am Gymnasium Kirchenfeld ihre Ausbildung.

## Bekannte Ehemalige
- Kurt Aeschbacher (* 1948), Fernsehmoderator
- Albert Anker (1831–1910), Maler, Grafiker und Genremaler
- Marc Baumgartner (* 1971), Handballspieler
- Heinz Balmer (1928–2016), Wissenschaftshistoriker und Autor
- Josef Berger (1902–1969), Theatergründer, Regisseur und Schauspieler
- Peter Bieri (1944–2023), Philosoph und Schriftsteller
- Paul Brandt (1852–1910), Geistlicher, Redakteur, Gewerkschafter und Politiker
- Max Fueter (1898–1983), Bildhauer
- Therese Fuhrer (* 1959), Altphilologin
- Karl Geiser (1898–1957), Bildhauer[5]
- Friedrich Gerber (1828–1905), Geistlicher und Pädagoge
- Otto von Greyerz (1863–1940), Mundart-Schriftsteller und Professor für Literatur
- Jakob Imobersteg (1825–1879), evangelischer Geistlicher, Heimatforscher und Dialektologe
- Otto Kellerhals (1901–1990), Direktor der Eidgenössischen Alkoholverwaltung
- Rudolf Kocher (1828–1866), evangelischer Geistlicher und Schriftsteller
- Elisabeth Kopp (1936–2023), Bundesrätin
- Gerhardt Krähenbühl / Geri «K12» KRAEHENBUEHL (* 1963), Testpilot[6][7]
- Viktor Kühne (1912–2000), Direktor der Eidgenössischen Alkoholverwaltung
- Heinrich Joseph Hermann Lemp (1862–1954), Erfinder
- Mani Matter (1936–1972), Troubadour und Poet in Mundart
- Rolf Erich Osterwalder / Hazy Osterwald (1922–2012), Musiker, Sänger und Orchesterleiter
- Johann Jakob Romang (1831–1884), Schriftsteller
- Emil Ernst Ronner (1903–2000), Lehrer, Schriftsteller und Politiker
- Julia Saner (* 1992), Model
- Agnes Sauser-Im Obersteg (1926–2017), Politikerin und Betriebswirtschafterin
- Klaus Schädelin (1918–1987), Pfarrer und Schriftsteller
- Steff la Cheffe (* 1987), Rapperin und Beatboxerin
- Harald Szeemann (1933–2005), Ausstellungsmacher
- Aline Trede (* 1983), Politikerin
- Hans Trümpy (1917–1989), Volkskundler
- Grégoire Vuilleumier / Greis (* 1978), Rapper
- Anouk Vergé-Dépré (* 1992), Volley- und Beachvolleyballerin
- Richard von Weizsäcker (1920–2015), deutscher Bundespräsident
- Christian Wasserfallen (* 1981), Politiker
- Claire Rufer-Eckmann[8] (1914–1973), Architektin

## Museumsquartier Bern
Das Gymnasium Kirchenfeld ist Mitglied im Verein Museumsquartier Bern, der seit Juni 2021 die organisatorische Klammer für die Zusammenarbeit der Kultur- und Bildungsinstitutionen im Museumsquartier bildet.